# Konsistoriehuset, Uppsala
Konsistoriehuset är en byggnad i centrala Uppsala. Byggnaden är belägen norr om Uppsala domkyrka och dess norra fasad vetter mot S:t Eriks torg. Husets östra sida är sammanlänkad med det intilliggande huset Ecclesiasticum. 
Runt Uppsala domkyrka fanns under medeltiden en krans av byggnader och under 1620-talet lät Uppsala universitet bygga om en av dessa medeltida byggnader för att inhysa Uppsala universitetsbibliotek. Denna byggnad hade enbart samma utsträckning som den del av dagens Konsistoriehus som ligger längs Akademigatan. År 1691 flyttade biblioteket till Gustavianum och istället flyttade universitetets konsistorium in i byggnaden. Under stadsbranden i Uppsala 1702 brann denna byggnad ner till grunden likt många andra i staden. På grund av dåliga finanser kom ingen nybyggnation igång förrän ett halvt sekel senare. Den nuvarande byggnaden uppfördes mellan 1749 och 1757 efter ritningar av Carl Hårleman, och hade en våning mot Domkyrkoplan i söder och tre mot det lägre belägna S:t Eriks torg i norr. Ett kopparstick som Jean Eric Rehn gjort av husets övre våningar har senare lett till missuppfattningen att denne ritat den norra fasaden.
Den nya byggnaden användes på vitt skilda sätt. Huvudvåningen kom att användas av konsistoriet, medan universitetets fyra fakulteter hade varsitt rum på den översta våningen. Två rum mot torget användes för studier i anatomi. Byggnadens lägre våningar mot S:t Eriks torg användes av universitetets brandförsvar. År 1887 flyttade konsistoriet till det nybyggda Universitetshuset och byggnaden kom istället att inhysa institutionen för geologi och mineralogi. Denna stannade i Konsistoriehuset till 1959, då byggnaden övertogs av den konsthistoriska institutionen. Byggnaden kallades därefter tidvis Konsthistoriehuset. I samband med en om- och tillbyggnad 1996, då byggnaden bland annat utökades med det intilliggande Ecclesisasticum, flyttade institutionen för arkeologi och antik historia år 1997 in i byggnaden och kom att bli den sista universitetsinstitutionen att bruka byggnaden. Sedan 2004 hyrs huset av Svenska kyrkan som i dess lokaler driver Katedralcaféet.
Smeknamnet "Kuggis" härstammar från tiden före 1862, då studentexamen avlades vid universiteten (i Uppsala i Konsistoriehuset), och man kunde bli underkänd ("kuggad") i examen.
Byggnaden är sedan 1935 ett statligt byggnadsminne.